# Lisewo (powiat golubsko-dobrzyński)
Lisewo – wieś w Polsce położona w województwie kujawsko-pomorskim, w powiecie golubsko-dobrzyńskim, w gminie Golub-Dobrzyń.

## Podział administracyjny
W latach 1975–1998 miejscowość należała administracyjnie do województwa toruńskiego. Wieś jest siedzibą sołectwa które tworzy wraz z wioskami Handlowy Młyn, Lisak, Nowy Młyn oraz Lisewo-Młyn.

## Demografia
Według Narodowego Spisu Powszechnego (III 2011 r.) wieś liczyła 633 mieszkańców. Jest trzecią co do wielkości miejscowością gminy Golub-Dobrzyń.